# أرباد بوستاي
أرباد يانوس بوستاي (8 سبتمبر 1930 - 17 ديسمبر 2021) عالم الكيمياء الحيوية والتغذية البريطاني المولد في المجر، قضى 36 عامًا في معهد رويت للأبحاث في أبردين، اسكتلندا. كان خبيرًا عالميًا في المحاضرات النباتية، وألّف 270 ورقة بحثية وثلاثة كتب حول هذا الموضوع.
في عام 1998، أعلن أرباد بوستاي علنًا أن نتائج بحثه أظهرت أن إطعام الجرذان البطاطا المعدلة وراثيًا كان له آثار سلبية على بطانة المعدة والجهاز المناعي. هذا أدى إلى النقد العلمي. تم تعليق عمل بوستاي ولم يتم تجديد عقده السنوي. أصبح الجدل الناتج معروفًا باسم قضية بوستاي.

## الحياة والوظيفة
ولد بوستاي في بودابست، المجر، في 8 سبتمبر 1930. كان طالبًا في المدرسة الثانوية وحصل لاحقًا على دبلوم في الكيمياء عام 1953 من جامعة يوتفوس لوراند في بودابست. عمل لمدة ثلاث سنوات كعالم مشارك في الأكاديمية المجرية للعلوم قبل الثورة المجرية ضد السيطرة السوفيتية في عام 1956. بعد الثورة الفاشلة، هرب بوستاي إلى مخيم للاجئين في النمسا وشق طريقه من هناك إلى إنجلترا. حصل على الدكتوراه في الكيمياء الحيوية من معهد ليستر في لندن واستمر هناك في البحث ما بعد الدكتوراه. في عام 1963، دُعي للانضمام إلى قسم أبحاث البروتين في معهد رويت للأبحاث في أبردين، اسكتلندا. عمل بوستاي في معهد رويت لمدة 36 عامًا، ودرس في الغالب نبات الليكتين. خلال ذلك الوقت، اكتشف البروتينات السكرية في النباتات، وقام بتأليف أكثر من 270 ورقة بحثية، ونشر 3 كتب، وكان يُعتبر «خبيرًا ذائع الصيت عالميًا في الليكتين». حصل على زمالة الجمعية الملكية في إدنبرة عام 1988 وحصل على عدة زمالات. أرباد بوستاي كان متزوجًا من الدكتورة سوزان باردوتش، والتي عمل معها في معهد رويت بعد ذلك. لديه ابنتان من زواجه الأول وربيب من زواجه من الدكتورة باردوتش. توفي في منزله في أبردين في 17 ديسمبر 2021 عن عمر ناهز 91 عامًا.

## قضية بوستاي
في عام 1995، بدأ بوستاي البحث عن البطاطا المعدلة وراثيا التي تحتوي على جين ليكتين GNA من نبات تساقط الثلوج. قام فريق بحثه بإطعام الفئران النيئة والمعدلة وراثيًا البطاطس، باستخدام بطاطس Desiree Red كعناصر تحكم. في عام 1998، قال بوستاي في مقابلة مع برنامج أن مجموعته لاحظت تلفًا في الأمعاء والجهاز المناعي للفئران التي تتغذى على البطاطس المعدلة وراثيًا. وقال أيضًا: «إذا كان لديّ الخيار، فلن آكله بالتأكيد»، و«أجد أنه من غير العدل للغاية استخدام مواطنينا كخنازير غينيا».
نتج عن ذلك جنون إعلامي، وقام مدير معهد رويت، فيليب جيمس، بعد دعمه في البداية لبوستاي، بتعليقه وحظره هو وسوزان باردوتش من التحدث علنًا. كما استخدم إجراءات سوء السلوك للاستيلاء على البيانات الأولية. نشر معهد رويت أخيرًا تدقيقًا ينتقد نتائج بوستاي وأرسل البيانات الأولية إلى ستة مراجعين مجهولين، والذين انتقدوا أيضًا عمل بوستاي. أرسل بوستاي تقرير التدقيق ودحضه إلى العلماء الذين طلبوه، وفي فبراير 1999، أصدر 21 عالمًا أوروبيًا وأمريكيًا مذكرة تدعم بوستاي.
نُشرت تجربة بوستاي في النهاية كرسالة في The Lancet في عام 1999. بسبب الطبيعة المثيرة للجدل لأبحاثه، تمت مراجعة الرسالة من قبل ستة مراجعين - ثلاثة أضعاف العدد المعتاد. عارض أحدهم الخطاب علنًا، واعتقد الآخر أنه معيب، لكنه أراد نشره «لتجنب الشك في وجود مؤامرة ضد بوستاي ولإعطاء زملائه فرصة لرؤية البيانات بأنفسهم»، بينما أثار الأربعة الآخرون أسئلة تم تناولها من قبل المؤلفون. أشارت الرسالة إلى وجود فروق ذات دلالة إحصائية بين سمك ظهارة القناة الهضمية للفئران التي تتغذى على البطاطا المعدلة وراثيًا والفئران التي تغذت على النظام الغذائي الشاهد.
أعلنت الجمعية الملكية للطب أن الدراسة «معيبة في العديد من جوانب التصميم والتنفيذ والتحليل» وأنه «لا ينبغي استخلاص أي استنتاجات منها». على سبيل المثال، تم استخدام عدد قليل جدًا من الفئران لكل مجموعة اختبار لاشتقاق بيانات ذات دلالة إحصائية.
لقد كان أحد العلماء العديدين الذين تمت مقابلتهم في الفيلم الوثائقي «العلماء المعرضون للهجوم: الهندسة الوراثية في المجال المغناطيسي للنقود» لعام 2010، والذين انتقدوا، بناءً على النتائج التي توصلوا إليها، استخدام التعديل الوراثي للطعام.

## ما بعد الكارثة
لم يتم تجديد عقد بوستاي السنوي في رويت بعد الحادث وعاد إلى المجر. لقد كان يلقي محاضرات حول عمله في البطاطس GE وعن الأخطار المزعومة بشكل عام للهندسة الوراثية لنباتات المحاصيل. في عام 2005، حصل على جائزة المبلغين عن المخالفات من اتحاد العلماء الألمان والقسم الألماني من الرابطة الدولية للمحامين ضد الأسلحة النووية (IALANA). في عام 2009، قام بوستاي وزوجته، البروفيسورة سوزان، على جائزة شتوتغارت للسلام.

## روابط خارجية
- الصفحة الرئيسية الشخصية للدكتور بوستاي
- فيلم وثائقي مخاطر العلم (2001) غابرييلا نيوهاوس / أنجيلو سكوديليتي